# Ålhus
Ålhus är en kyrkby i Sunnfjords kommun i Vestland fylke i västra Norge. Byn ligger vid Europaväg 39, på norra sidan av Jølstravatnet. Här finns Ålhus kyrka.
Tidigare har byn tillhört dåvartande Jølsters kommun.